# Joseph Bernstein
Joseph Bernstein, também referenciado como I. N. Bernshtein ou Iosif Naumovič Bernštejn (em hebraico:  יוס(י)ף נאומוביץ ברנשטיין; em russo:  Иосиф Наумович Бернштейн; Moscou, 18 de abril de 1945) é um matemático israelense. É professor da Universidade de Tel Aviv, e trabalha com geometria algébrica, teoria de representação e teoria dos números.

## Publicações
- Publication list
- Some pdf files of papers by Bernstein including Algebraic theory of D-modules and his notes on Meromorphic continuation of Eisenstein series
- Beilinson, A. A.; Bernstein, J.; Deligne, P. Faisceaux pervers. (Perverse sheaves) Analysis and topology on singular spaces, I (Luminy, 1981), 5-171, Astérisque, 100, Soc. Math. France, Paris, 1982.